# Periodato di potassio
Il periodato di potassio è il sale di potassio dell'acido periodico con formula chimica KIO4. A differenza di periodati, come il periodato di sodio e l'acido periodico, è disponibile solo nella forma di meta-periodato; non è infatti mai stato riportato in letteratura l'orto-periodato di potassio (K5IO6).

## Caratteristiche
A temperatura ambiente si presenta come un solido bianco inodore.
In analisi chimica quantitativa il metaperiodato di potassio è impiegato per determinare il manganese presente in un campione di acciaio, in quanto è in grado di ossidare lo ione Mn2+ a ione Mn7+ (permanganato) la cui colorazione violetta si presta alla determinazione tramite analisi UV - Vis.

## Preparazione
Il periodato di potassio può essere preparato per ossidazione di una soluzione acquosa di iodato di potassio (KIO3) da parte di cloro e idrossido di sodio.
{\displaystyle {\ce {KIO3 + Cl2 + 2 KOH -> KIO4 + 2 KCl + H2O}}}
Si può ottenere anche per ossidazione elettrochimica dello iodato di potassio, anche se la bassa solubilità del KIO3 rende questo metodo poco pratico.